# Koen Das
Pour les articles homonymes, voir Das.
Koen Das (né le 14 septembre 1974 à Brée,) est un coureur cycliste belge, actif des années 1990 à 2010.

## Biographie
En 1991, Koen Das s'impose sur la version débutante du Tour des Flandres (moins de 17 ans). Cinq ans plus tard, il devient vice-champion de Belgique sur route espoirs. Il remporte ensuite le championnat du Limbourg du contre-la-montre en 1997, ou encore l'épreuve Bruxelles-Zepperen en 1998. 
En 2001, il court durant quelques mois au sein de la structure professionnelle Nürnberger, licenciée en Allemagne. Cette expérience est cependant de courte durée. Il redescend par la suite au niveau amateur. Toujours performant, il gagne la course Gand-Staden ainsi que la Boucle de l'Artois en 2003. 
En 2006, il évolue au sein de l'équipe continentale Yawadoo-Colba-ABM, renommée Yawadoo-ABM-TV-Vlaanderen en 2007. Il poursuit la compétition jusqu'au début des années 2010. 

## Palmarès
| - 1991 - Tour des Flandres débutants - 1994 - 2e du championnat du Limbourg du contre-la-montre - 1995 - 2e du championnat du Limbourg du contre-la-montre - 1996 - 2e du Circuit de Wallonie - 2e du championnat de Belgique sur route espoirs - 3e du Grand Prix du Haut-Escaut - 1997 - Champion du Limbourg du contre-la-montre - 1998 - Bruxelles-Zepperen - 2e de Seraing-Aix-Seraing - 1999 - Challenge de Hesbaye - 3e de Zellik-Galmaarden | - 2000 - Trofee van Haspengouw - 2001 - Beverbeek Classic - 2e de la Course des chats - 2e du Challenge de Hesbaye - 2003 - Gand-Staden - Boucle de l'Artois - 2e de la Puivelde Koerse - 2004 - 2e de la Flèche flamande - 2e de Zellik-Galmaarden - 3e du Challenge de Hesbaye - 3e du Grand Prix de Dourges |